# Rudolf Juzek
Rudolf Juzek (ur. 20 stycznia 1921 w Bełsznicy, zm. 6 lutego 1981) – polski polityk, poseł na Sejm PRL VIII kadencji.

## Życiorys
Urodził się 20 stycznia 1921 w rodzinie chłopskiej, jako syn Juliusza i Anny. W 1943 wstąpił do tworzącego się na terenie Związku Radzieckiego Wojska Polskiego i w jego szeregach przeszedł szlak bojowy do kraju. W styczniu 1945 został skierowany do Katowic do dyspozycji pełnomocnika rządu, generała Aleksandra Zawadzkiego. W marcu 1946 wstąpił do Polskiej Partii Robotniczej (pełnił tam funkcje sekretarza w komitetach niskiego szczebla), z którą w grudniu 1948 przystąpił do Polskiej Zjednoczonej Partii Robotniczej. Pełnił funkcję przewodniczącego Wojewódzkiej Komisji Kontroli Partyjnej (wcześniej był m.in. I sekretarzem Komitetu Miejskiego partii w Rudzie Śląskiej i sekretarzem Komitetu Wojewódzkiego w Katowicach). W 1966 uzyskał tytuł magistra ekonomii na Wyższej Szkole Ekonomicznej w Katowicach. W 1971 ukończył trzymiesięczne szkolenie w Wyższej Szkole Partyjnej przy KC KPZR w Moskwie. W latach 1971–1976 był przewodniczącym Wojewódzkiego Społecznego Komitetu ORMO w Katowicach. Był długoletnim członkiem Centralnej Komisji Kontroli Partyjnej PZPR. W 1980 uzyskał mandat poselski z okręgu Rybnik. W Sejmie zasiadał w Komisji Handlu Wewnętrznego, Drobnej Wytwórczości i Usług oraz Komisji Spraw Wewnętrznych i Wymiaru Sprawiedliwości. Był radnym Miejskiej Rady Narodowej w Katowicach. Zmarł w trakcie kadencji.
Pochowany na cmentarzu ewangelickim przy ul. Francuskiej w Katowicach (kwatera 9-4-2).

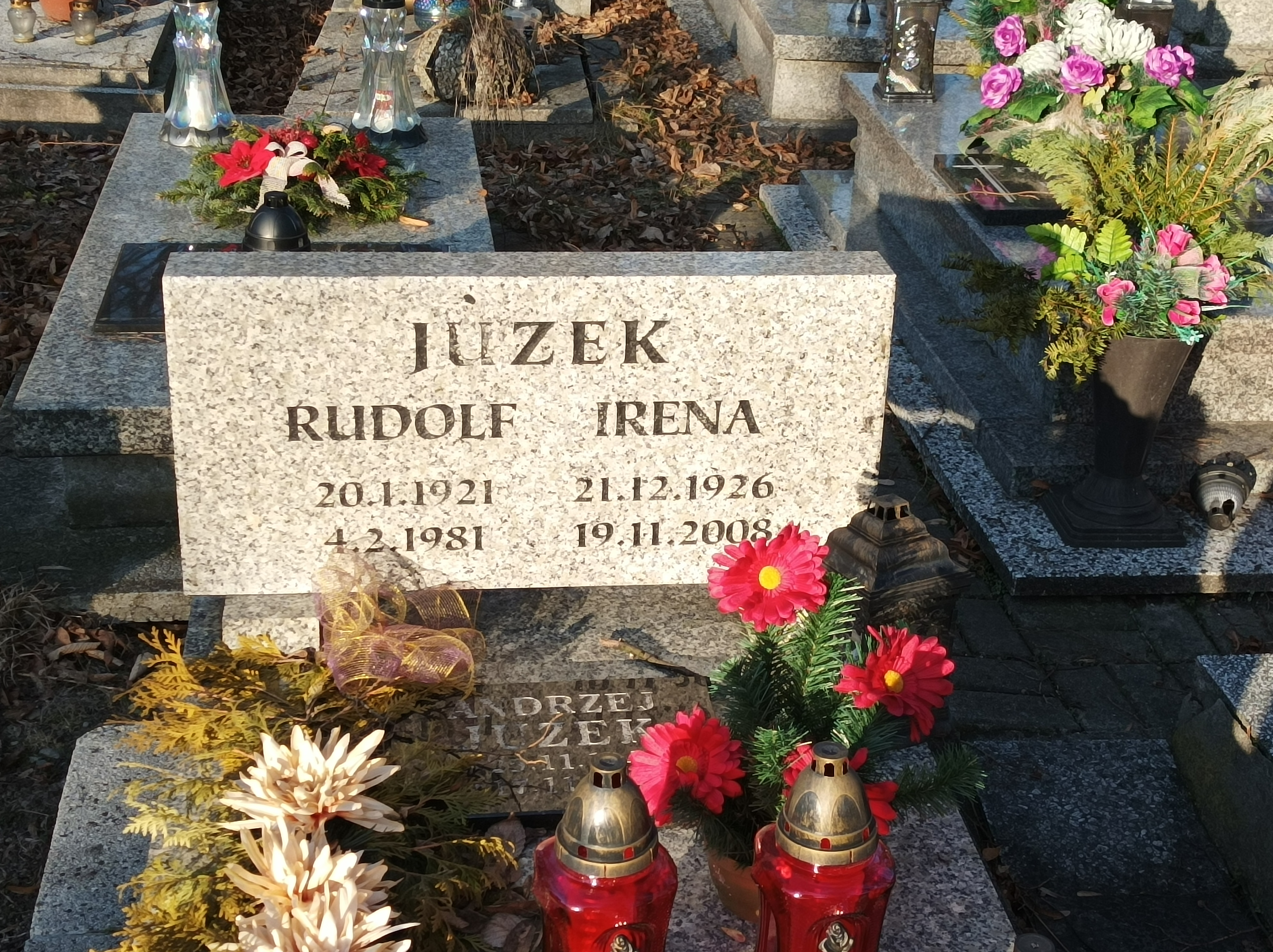
Grób Rudolfa Juzka na cmentarzu ewangelickim przy ul. Francuskiej w Katowicach

## Odznaczenia
- Order Sztandaru Pracy I klasy
- Order Sztandaru Pracy II klasy
- Krzyż Komandorski z Gwiazdą Orderu Odrodzenia Polski
- Krzyż Oficerski Orderu Odrodzenia Polski
- Złoty Krzyż Zasługi
- Medal 10-lecia Polski Ludowej
- Medal 30-lecia Polski Ludowej
- Złota honorowa odznaka „Trybuny Robotniczej” (1980)[2]
- Złota odznaka honorowa „Zasłużony dla Warmii i Mazur” (1972)[3]
- Medal jubileuszowy „W upamiętnieniu 100-lecia urodzin Władimira Iljicza Lenina” (Związek Radziecki, 1971)[4]